# District d'Oberklettgau
Le district d'Oberklettgau est un ancien district suisse, situé dans le canton de Schaffhouse.

## Communes
- Gächlingen
- Löhningen
- Neunkirch